# بورت (الماس)
بورت (به انگلیسی: Bort, Boort) یک اصطلاح زیرنام در صنعت الماس است که برای اشاره به خرده الماس‌های فاقد عیار/کیفیت گوهرسنگ استفاده می‌شود. در صنایع سنگین و فرایندهای ساخت، «بورت» برای شرح الماس‌های تیره، ناقص الشکل یا الماس بلوری شده همراه با سطوح مختلف کدری به‌کار برده می‌شود. در پایین‌ترین رده، «بورت خردکن» توسط هاون‌های فولادی خرد می‌شود و برای ساخت سنگ‌ریزه‌های ساینده صنعتی استفاده می‌شود. کریستال‌های کوچک بورت همچنین در ساخت مته‌ها بکار برده می‌شود. بورت به سبب کوچک ماندن اندازه آن در حین شکل‌گیری، ارزشی به عنوان گوهرسنگ ندارد. جمهوری دموکراتیک کنگو ۷۵٪ از تولید جهانی سنگ‌شکن بورت را فراهم می‌سازد.